# Bowlesia tenella
Bowlesia tenella är en flockblommig växtart som beskrevs av Franz Julius Ferdinand Meyen. Bowlesia tenella ingår i släktet drusor, och familjen flockblommiga växter. Inga underarter finns listade i Catalogue of Life.